# Chiesa di Santa Maria della Piazza
La chiesa di Santa Maria della Piazza si trova ad Ancona in piazza Santa Maria, nell'antico rione Porto.
Eretta tra il XI e XII secolo, è un notevole esempio di stile romanico. Essa fu costruita su una chiesa paleocristiana del IV secolo restaurata nel VI; una parte del pavimento della chiesa attuale è in vetro per permettere la visione dei mosaici paleocristiani sottostanti.
La chiesa di Santa Maria della Piazza fu in origine chiamata Santa Maria del Canneto, in quanto sorge molto vicino al porto, in un'area a quel tempo paludosa; successivamente prese il nome di Santa Maria del Mercato poiché nella piazza antistante si svolgeva, appunto, il mercato. Nel sagrato si svolse per secoli la cerimonia di investitura del podestà del libero comune di Ancona.

## Descrizione

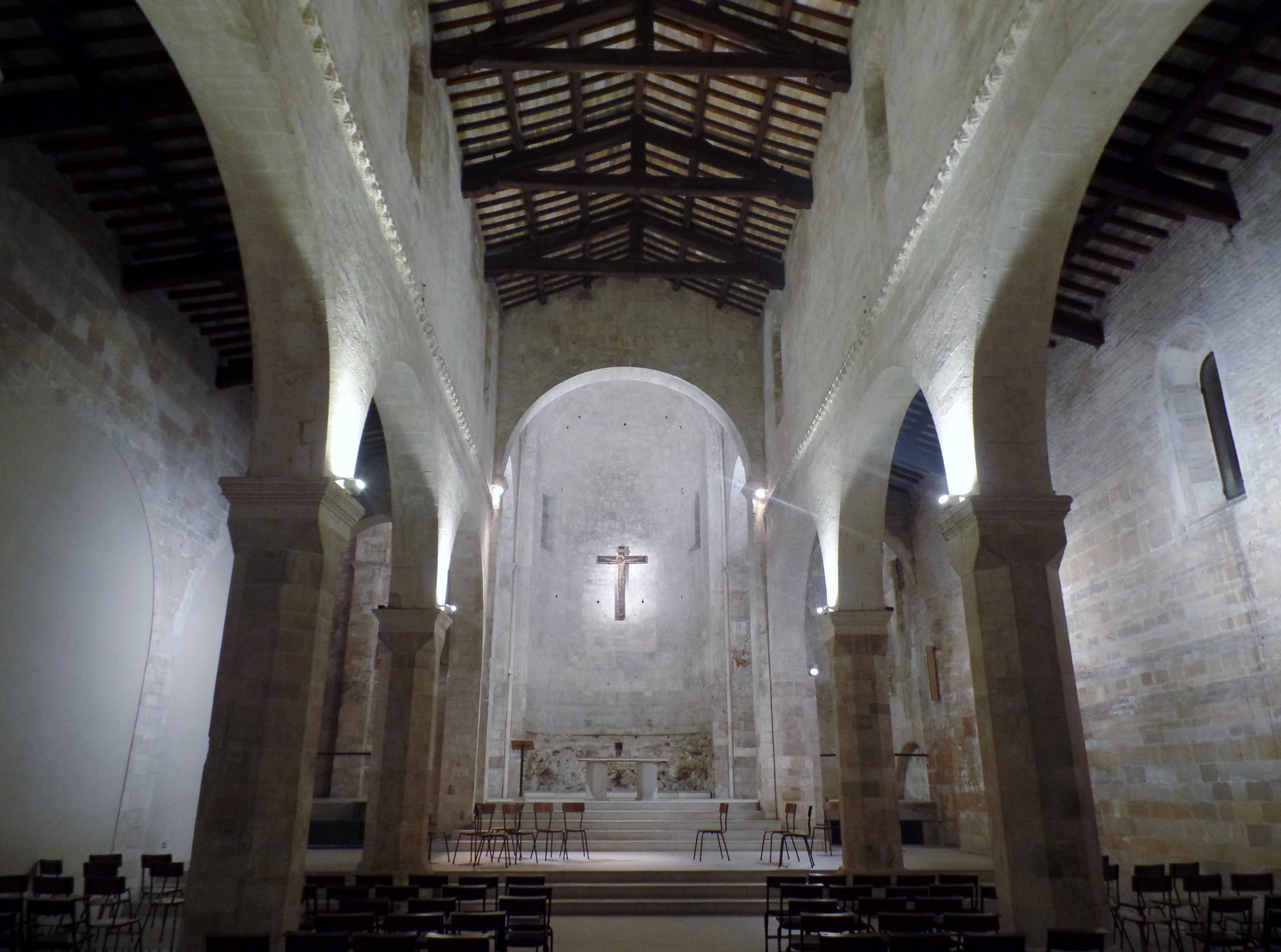
Interno

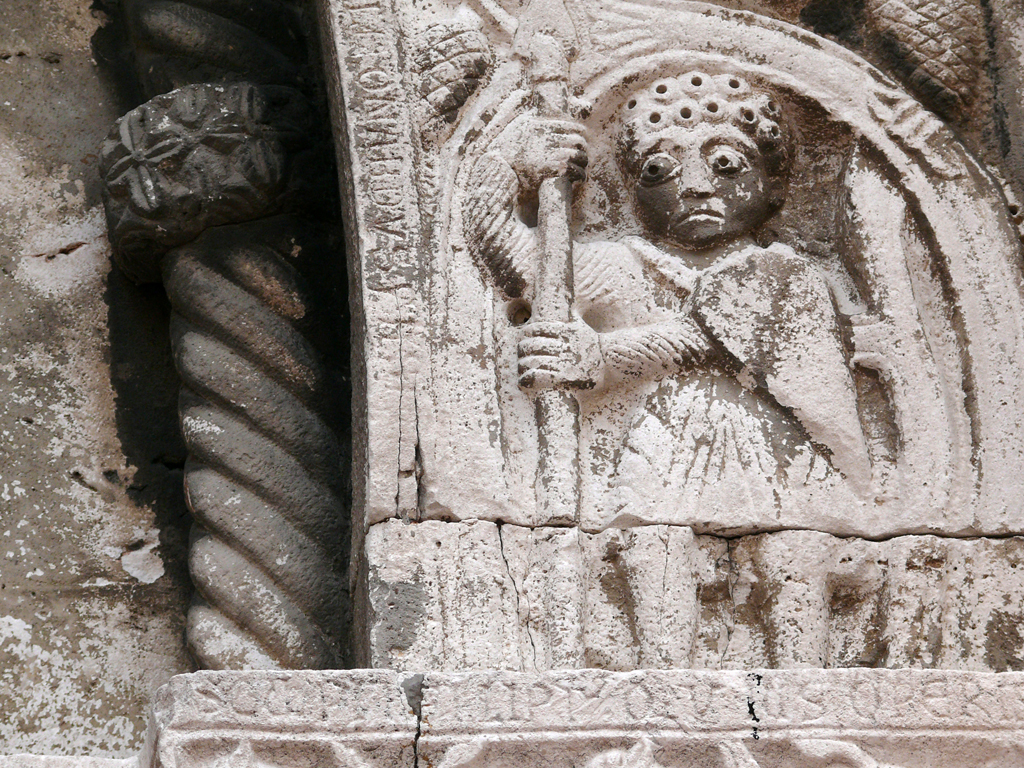
Un bassorilievo del portale e, a sinistra, la firma di Mastro Leonardo

L'edificio ha una pianta singolare: il corpo principale è a pianta basilicale, con tre navate e copertura a capriate; su questo corpo principale è inserito un transetto della stessa larghezza delle tre navate, sopraelevato e coperto a crociera. In corrispondenza della navata centrale c'è l'abside.
La parte inferiore della facciata è interamente rivestita da archetti ciechi e reca al centro un bassorilievo bizantino, proveniente da Costantinopoli e rappresentante la Vergine orante. Sono presenti anche altri due bassorilievi bizantini, rappresentanti l'arcangelo Gabriele ed un pavone. La parte superiore della facciata crollò nel 1690 a causa di un sisma e fu poi ricostruita in laterizi e munita di un'ampia finestra rettangolare. L'aspetto originario di questa parte della facciata può essere desunto dal prospetto della Cattedrale di Zara, costruito su modello della chiesa anconitana. Artefice della facciata (ma non del portale) fu mastro Filippo (magister Philippus), che la terminò nel 1210, come risulta dall'epigrafe in Latino medievale scolpita sulla lunetta del portale:
QUI LEGIS INGREDERE VENIAMQUE PREGANDO MERERE
CUM BIS CENTENUS CLAUSISSET TEMPORA DENUS
ANNUS MILLENUS FLORERET I. PAPA SERENUS
IMPERIIQUE DECUS PRINCEPS OTTO SUMERET EQUUS
HEC PHILIPPE PIE DECORASTI TEMPLA MARIE»
Questo tipo di facciata è di derivazione bizantina e si trova anche nelle chiese pisane e lucchesi dello stesso periodo; in esse gli archetti sono ciechi come nella chiesa anconitana o formano gallerie praticabili. Non si può parlare però di imitazione, piuttosto di comune derivazione sia della chiesa anconitana sia di quelle toscane da prototipi orientali. All'interno di alcune arcatelle sono poste scodelle in ceramica (le attuali sono del XVII secolo) che donano un tocco di policromia.

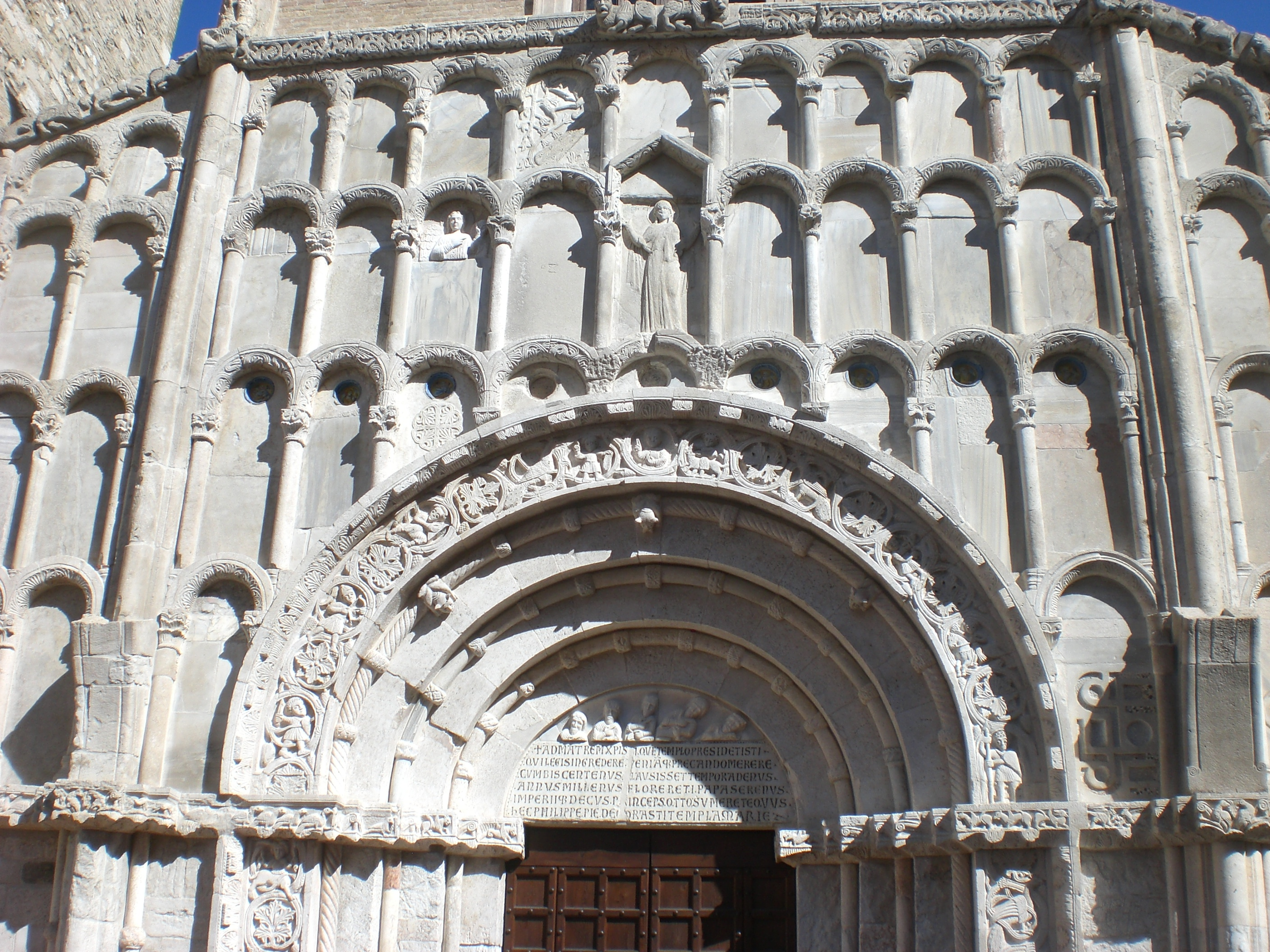
Particolare della facciata

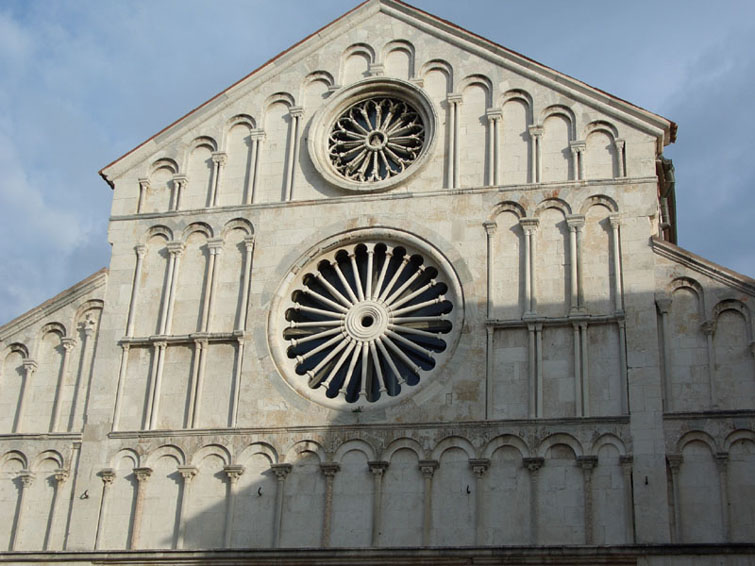
La facciata della Cattedrale di Zara, che testimonia l'aspetto originario della parte superiore della facciata di S. Maria della Piazza

Il portale, ad arco strombato, è adornato da molti bassorilievi, opera di un certo Mastro Leonardo, che pone la sua firma sulla cornice interna a destra. Probabilmente è lo stesso lapicida che eseguì i plutei della cappella del Crocifisso di S. Ciriaco. La serie di bassorilievi è assai interessante per i significati simbolici, tutti legati al tralcio di vite che gira intorno al portale.
Sul fianco destro si apre un portale secondario sulla cui lunetta si può ammirare una scultura gotica raffigurante la Visitazione; questo portale, come si può dedurre dallo stile, è stato realizzato in un periodo successivo rispetto a quello della facciata.
La chiesa è stata restaurata nel 1928 da Luigi Serra; in questa occasione venne ripristinata l'antica veste interna romanica, rimuovendo gli stucchi, gli altari laterali e i controsoffitti, riportando le navate laterali all'altezza originaria, potendo di conseguenza riaprire le originarie monofore romaniche della navata centrale. In base alle tracce trovate nell'abside (ancora visibili) venne inoltre sopraelevato il pavimento del transetto per riportarlo alla quota originaria; a conclusione dei restauri, venne poi posto un altare maggiore in stile neoromanico, come si usava fare allora. Non venne invece ricostruita la parte superiore della facciata, perduta con il citato sisma del 1690.
Nel 1980 venne nuovamente restaurata a cura della Sopraintendenza archeologica delle Marche; con quest'ultimo intervento si eliminarono alcuni elementi del precedente restauro, abbassando la quota del presbiterio (come si nota dalle tracce sulla muratura dell'abside) ed asportando l'altare neoromanico. Si migliorò inoltre la fruibilità della basilica paleocristiana sottostante e, per permettere di osservarne alcuni elementi, furono realizzati sul pavimento della chiesa romanica alcuni affacci protetti da lastre di vetro.

## Area archeologica della basilica paleocristiana

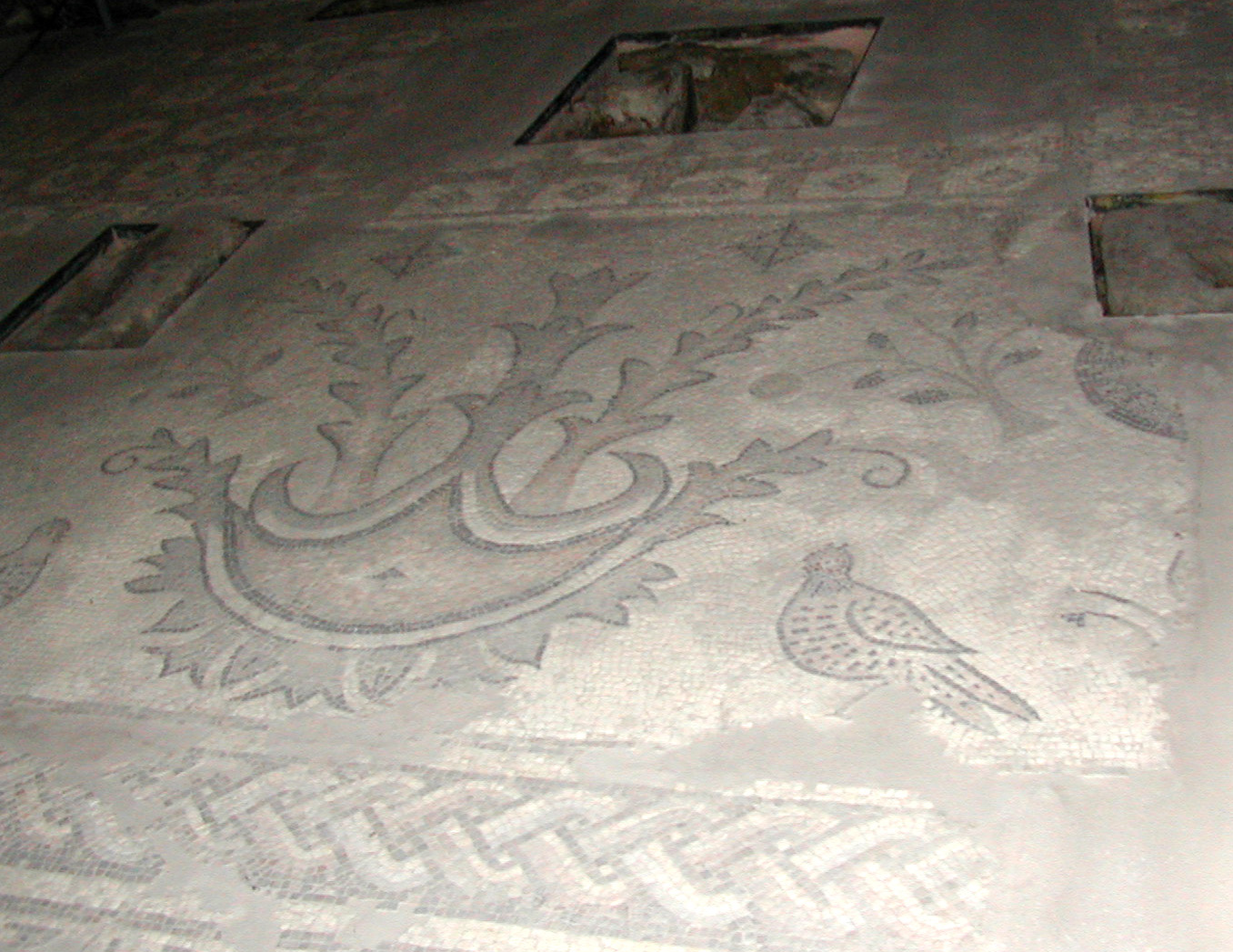
Immagine simbolica rappresentata nello strato di mosaici del VI secolo

La zona sotterranea è parzialmente visibile attraverso le vetrate aperte nel pavimento della basilica sovrastante; saltuariamente vengono organizzate visite guidate. Conserva due strati di mosaici, policromi e ricchi di figurazioni simboliche (cespi d'acanto e volatili che richiamano quelli della Basilica paleocristiana di Aquileia), risalenti l'uno al IV e l'altro al VI secolo d.C. Essi appartenevano ad un tempio paleocristiano, probabilmente danneggiato durante la Guerra gotico-bizantina e poi restaurato; i due strati di mosaico sarebbero stati quindi realizzati l'uno prima della guerra e l'altro nel corso del restauro seguito ai danni.
Sempre nel medesimo sotterraneo è possibile osservare:
- un pozzo, probabilmente utilizzato come fonte battesimale o per la lavanda dei piedi[11];
- alcuni rocchi di colonna in porfido, resti di quelle che dividevano la basilica in tre navate
- i resti dell'abside centrale e di quella destra (la sinistra era originariamente assente)
- un piccolo tratto delle mura della città di epoca ellenistica, realizzate in grandi blocchi di pietra arenaria;
- resti delle mura cittadine tardo-antiche, inseriti su quelli descritti al punto precedente;
- i resti dell'altare maggiore con una teca per le reliquie;
- i resti di alcuni interessanti affreschi, anch'essi risalenti a due diversi periodi: IV e VI secolo; lo strato del VI secolo è stato strappato e posto su apposito supporto.

Sopra alle rovine della basilica paleocristiana, in età romanica, fu costruita la chiesa attuale.
Nella zona dietro alle absidi della basilica paleocristiana è visibile un tratto di mura in blocchi di arenaria, interpretate come resti della cinta urbana della fase ellenistica di Ancona.

## La basilica paleocristiana è l'antica chiesa di Santo Stefano?
Dalle parole di Sant'Agostino, padre e dottore della Chiesa cattolica, sappiamo che la fede cristiana ad Ancona ha un'origine molto precoce, legata al martirio di Santo Stefano, avvenuto nel I secolo dopo Cristo. Sant'Agostino narra l'episodio così:
(Sant'Agostino, discorso 322)
Dalle parole di San Gregorio Magno sappiamo inoltre che la basilica di Santo Stefano di Ancona era la cattedrale ed era situata al di fuori delle mura cittadine
Mentre la pietra fu sempre gelosamente conservata in quanto preziosa testimonianza dell'arrivo del Cristianesimo in Ancona (ed è tuttora esposta al Museo Diocesano), gli studiosi per secoli hanno cercato di identificare il primitivo luogo in cui essa era custodita, ossia il primitivo luogo di culto cristiano di Ancona, sorto nell'epoca in cui ancora le persecuzioni non erano finite. Recentemente alcuni hanno creduto di identificare proprio nella basilica sottostante Santa Maria della Piazza il primitivo santuario di Santo Stefano, poi divenuto la prima cattedrale cittadina. Naturalmente secondo questa ipotesi la basilica fu costruita dopo l'Editto di Costantino al posto del primitivo luogo di culto. Le ragioni principali dell'identificazione sono queste: 
- al di sotto dei resti dell'altare è presente una nicchia del tipo usato per contenere reliquie: poteva essere qui collocata la pietra usata nel martirio;
- ci sono i segni della cattedra episcopale, dunque la basilica può essere stata la prima cattedrale di Ancona;
- tra le sepolture presenti ce n'è una in cui riposa uno Stefano, ed in epoca paleocristiana era frequente prendere nome dal santo venerato nella propria chiesa (dunque ci sarebbe una testimonianza indiretta della dedica a Santo Stefano della basilica);
- dietro all'abside c'è un piccolo locale preesistente che potrebbe aver accolto la reliquia prima dell'Editto di Costantino
- dietro alla basilica paleocristiana sono ancora visibili i resti delle mura cittadine tardo-antiche, dunque la basilica ritrovata si trova al di fuori delle mura.